# Huamúchil, San Luis Potosí
Huamúchil är en ort i Mexiko.   Den ligger i kommunen Tamasopo och delstaten San Luis Potosí, i den centrala delen av landet, 300 km norr om huvudstaden Mexico City. Huamúchil ligger 421 meter över havet och antalet invånare är 185.
Terrängen runt Huamúchil är kuperad. Runt Huamúchil är det ganska tätbefolkat, med 78 invånare per kvadratkilometer. Närmaste större samhälle är Ejido la Hincada, 9,9 km öster om Huamúchil. I omgivningarna runt Huamúchil växer huvudsakligen savannskog.